# Arline Judge

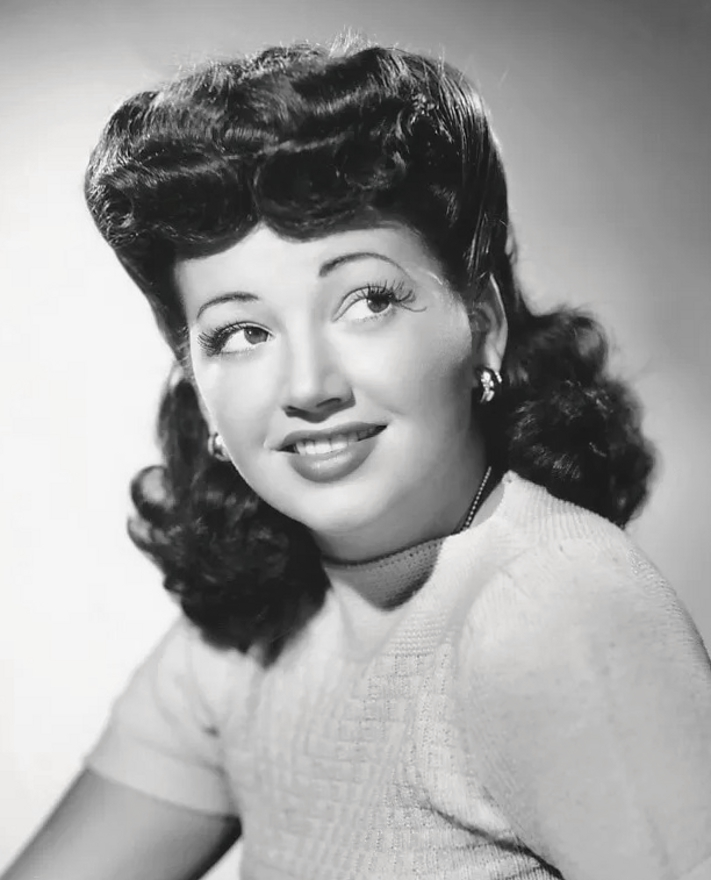
Arline Judge (1941)

Margaret Arline Judge (* 21. Februar 1912 in Bridgeport, Connecticut; † 7. Februar 1974 in West Hollywood, Kalifornien) war eine US-amerikanische Schauspielerin und Sängerin, die vor allem in Low-Budget- und B-Movies mitwirkte.

## Leben
Arline Judge wurde in Connecticut als Tochter des Zeitungsverkäufers John Judge und seiner Frau Margaret Ormond Judge geboren. Sie besuchte die St. Augustine’s School in Bridgeport und das New Rochelle College, das sie verließ, um eine Karriere als Schauspielerin anzustreben. Sie nahm Tanzunterricht bei dem damals berühmten Showtänzer und Choreografen Jack Donohue. Judge spielte in Broadway-Musicals und Revuen wie The Second Little Show und The Silver Slipper. Eine Rolle in George White’s Scandals bot ihr die Gelegenheit, ihre komödiantischen und tänzerischen Fähigkeiten zu demonstrieren.
Nachdem sie den Regisseur Wesley Ruggles im Zug kennengelernt hatte, begann sie, mit seiner Hilfe ab 1931 erste Rollen beim Film zu ergattern. Später wurde Ruggles ihr erster Ehemann. Unter dem Spitznamen „One-Take Sally“ umspannte ihre Filmkarriere die 1930er und 1940er Jahre, wobei sie an insgesamt über 50 Filmen mitwirkte. In einigen B-Filmen spielte Judge auch Hauptrollen, so war sie der Co-Star von Richard Cromwell in dem Columbia-Film When Strangers Meet aus dem Jahr 1935. In größeren Filmproduktionen blieb es für sie dagegen bei Nebenrollen. Im Laufe ihrer Karriere spielte sie unter anderem in der Literaturverfilmung Eine amerikanische Tragödie unter der Regie von Josef von Sternberg, in Der springende Punkt (dem Spielfilmdebüt von Judy Garland und Alan Ladd), in dem Filmmusical One in a Million (dem Spielfilmdebüt von Sonja Henie), in einer größeren Rolle in dem für den Oscar nominierten Melodram Die zweite Mutter und in der Slapstick-Komödie Verrückter Mittwoch, einer Zusammenarbeit von Stummfilmkomiker Harold Lloyd und Regisseur Preston Sturges.
Judge hatte gegen Ende ihrer Karriere einige Fernsehauftritte, den letzten 1964 als Emmalou Schneider in der Perry-Mason-Folge Der Fall mit der keuschen Krankenschwester (8. Staffel, 6. Folge).
Ebenso bekannt wie durch ihre Filme wurde die als Schönheit geltende Judge durch ihr Privatleben, das damals häufiger Gegenstand der amerikanischen Klatschpresse war. Sie war sieben Mal verheiratet und hatte zwei Söhne, Wesley Ruggles Jr. von ihrem ersten Ehemann Wesley Ruggles und Dan Topping Jr. von zweitem Ehemann Dan Topping, der von 1945 bis 1964 Präsident und Miteigentümer der New York Yankees war. Sie heiratete Ruggles 1931 und ließ sich am 9. April 1937 von ihm scheiden, wenige Stunden bevor sie Topping heiratete, von dem sie sich 1940 scheiden ließ. Ihre weiteren Ehemänner waren James Ramage Addams (Ehedauer: 7. Oktober 1942 – Juli 24, 1945), Vincent Morgan Ryan (3. August 1945 – 23. April 1947), Henry J. „Bob“ Topping (29. April 1947 – 23. April 1948; Bruder des zweiten Ehemanns Dan Topping und späterer Ehemann von Lana Turner), George Ross III (18. Januar 1949 – 10. August 1950) und Edward Cooper Heard (9. April 1955 – 2. November 1960). Alle Ehen wurden geschieden.
Judge wurde am 7. Februar 1974 im Alter von 61 Jahren in ihrer Wohnung in West Hollywood tot aufgefunden. Sie starb eines natürlichen Todes. Sie wurde auf dem Saint Michael’s Cemetery in Stratford, Connecticut, bestattet.

## Filmografie (Auswahl)
- 1931: Laugh and Get Rich
- 1931: Bachelor Apartment
- 1931: Eine amerikanische Tragödie (An American Tragedy)
- 1931: Are These Our Children?
- 1932: Girl Crazy
- 1933: Sensation Hunters
- 1934: The Mysterious Mr. Wong
- 1935: George White’s 1935 Scandals
- 1936: King of Burlesque
- 1936: Die zweite Mutter (Valiant Is the Word for Carrie)
- 1936: Der springende Punkt (Pigskin Parade)
- 1936: One in a Million
- 1941: Harvard, Here I Come!
- 1942: Fräulein Mama (The Lady Is Willing)
- 1943: Girls in Chains
- 1944: Take It Big
- 1945: G. I. Honeymoon
- 1946: Morgen und alle Tage (From This Day Forward)
- 1947: Verrückter Mittwoch (The Sin of Harold Diddlebock)
- 1953: Mr. and Mrs. Northvision (Fernsehserie, Folge 1x36)
- 1963: A Swingin’ Affair
- 1963: The Crawling Hand
- 1964: Perry Mason (Fernsehserie, Folge 8x06)